# Gnophaela arizona
Gnophaela arizona là một loài bướm đêm thuộc phân họ Arctiinae, họ Erebidae.